# ネフチェゴルスク地震
ネフチェゴルスク地震とは、1995年5月28日 現地時間の5月28日1時3分（日本時間(JST)5月27日22時03分）ロシア、サハリン州北部の都市ネフチェゴルスク (ロシア語: Нефтего́рск) 付近を震源として発生したM7.6 の地震。日本では平成7年サハリン北部地震とも呼ばれている。
最大の被害を出したネフチェゴルスクは壊滅状態となり、再建されなかった。

## 概要
横ずれ断層型の様式で、長さ35km、ずれ変位量3.8m、最大ずれ変位量8.1mの地表断層が出現した、主断層は直線ではなく、5度から10度程度屈曲した複数のセグメントで成り立っている。また、地震断層の北端付近には4本の副断層が形成されていた。余震域は、断層の震源付近から延長線上の70kmの範囲で発生した。また、地震の規模と断層長に比較して変位量が大きな地震であった。
- ハーバードCMT解 : N16゜E NW73゜Mw 7.0
- 東大地震研、勝川 : N16゜E NW76゜Mw 6.8

菊池正幸(1996)による解析によれば、破壊は2つのイベントによって引き起こされた。また、ロシアの研究者による調査では、この断層に沿って複数回の地震が発生していたことを示すサンプルが得られ、放射性炭素年代測定により約1,060年前、約1,410年前、約1,800年前に発生していたことが示唆されるとしている。

### ネフチェゴルスクでの揺れ
震度計などの観測装置は設置されておらず、破壊の状況から推定。
- 気象庁震度階級 - 震度5強から6弱程度と推定。
- メルカリ震度階級 - 「VIII.きわめて強い」から「IX.破壊的」と推定。

## 被害
住民3,200名のうち3/4が死亡した。生存者は約800名。倒壊したフルシチョフカ様式アパートでの生存者は最上階にいた人が多かったとされている。被害総額は、当時の為替レートで約4兆ルーブル（900億円）とされた。
木造家屋にはほとんど被害が無かったが、主要な鉄筋コンクリート製の建物40のうち20棟が倒壊から大破、11棟が中破した。特に耐震性が考慮されていなかった17棟の5階建住宅は瓦礫の山となり、1,989名の犠牲者を出した。なお、建物の固有周波数は2.3Hzで、地震動のうち2-3Hzの周波数成分が卓越しておりキラーパルスとなったため、壊滅的被害を生じたと考えられている。断層変位が最大となった村では、地表断層から数十メートルの範囲で樹木が折れ倒れた。